# Ficus sphenophylla
Ficus sphenophylla är en mullbärsväxtart som beskrevs av Paul Carpenter Standley. Ficus sphenophylla ingår i släktet fikonsläktet, och familjen mullbärsväxter. Inga underarter finns listade i Catalogue of Life.